# 奥卢市政厅
奥卢市政厅（芬蘭語：Oulun kaupungintalo）是芬兰奥卢的市政府所在地，位于市中心的Pokkinen区。
奥卢市政厅为新文艺复兴建筑，由瑞典建筑师 Johan Erik Stenberg设计，建于1885年，原为餐厅和酒店。1920年增加了三楼，建筑师 Oiva Kallio.
1920年12月21日，市议会迁入这座建筑。1931年1月7日，市政府也迁入这座建筑。 奥卢市立剧院也设在市政厅。